# Homem-tigre (mitologia)

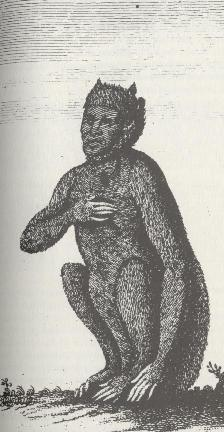
Homem-tigre do tipo metade homem, metade gato.Gravura de 1763

Homem-tigre (em inglês:  weretiger ou werecat), também chamado de homem-felino, homem-gato ou tigrosomem (adaptação inacurada do mais correto tigueromem ou tigromem) é um ser metade homem, metade felino, personagem mitológico de várias culturas orientais.
Semelhante a lenda do lobisomem, este ser também é um humano que se transforma em animal. 
Cada país tem a sua versão, porém basicamente trata-se de um ser humano, que através do uso da magia ou através de uma maldição familiar, se transforma em um felino, não necessariamente um tigre. Mas como na maioria das versões este ser é metade tigre, então é chamado de homem-tigre.
Na Índia, o homem-tigre é retratado como um feiticeiro perigoso, que se transforma a qualquer momento em tigre e pratica o canibalismo. Na versão chinesa, acredita-se que esses seres são vítimas de uma maldição hereditária ou que são espíritos vingativos.
Na Tailândia acredita-se que um tigre que se alimenta de seres humanos pode se transformar em um homem-tigre.
No romance best seller Covil Das Lobas, S S. publicado em 2021 é possível observar uma versão feminina do homem-tigre nas criaturas que dominam a cidade de Meer, sendo metade mulher metade loba.